# B-17 Flying Fortress

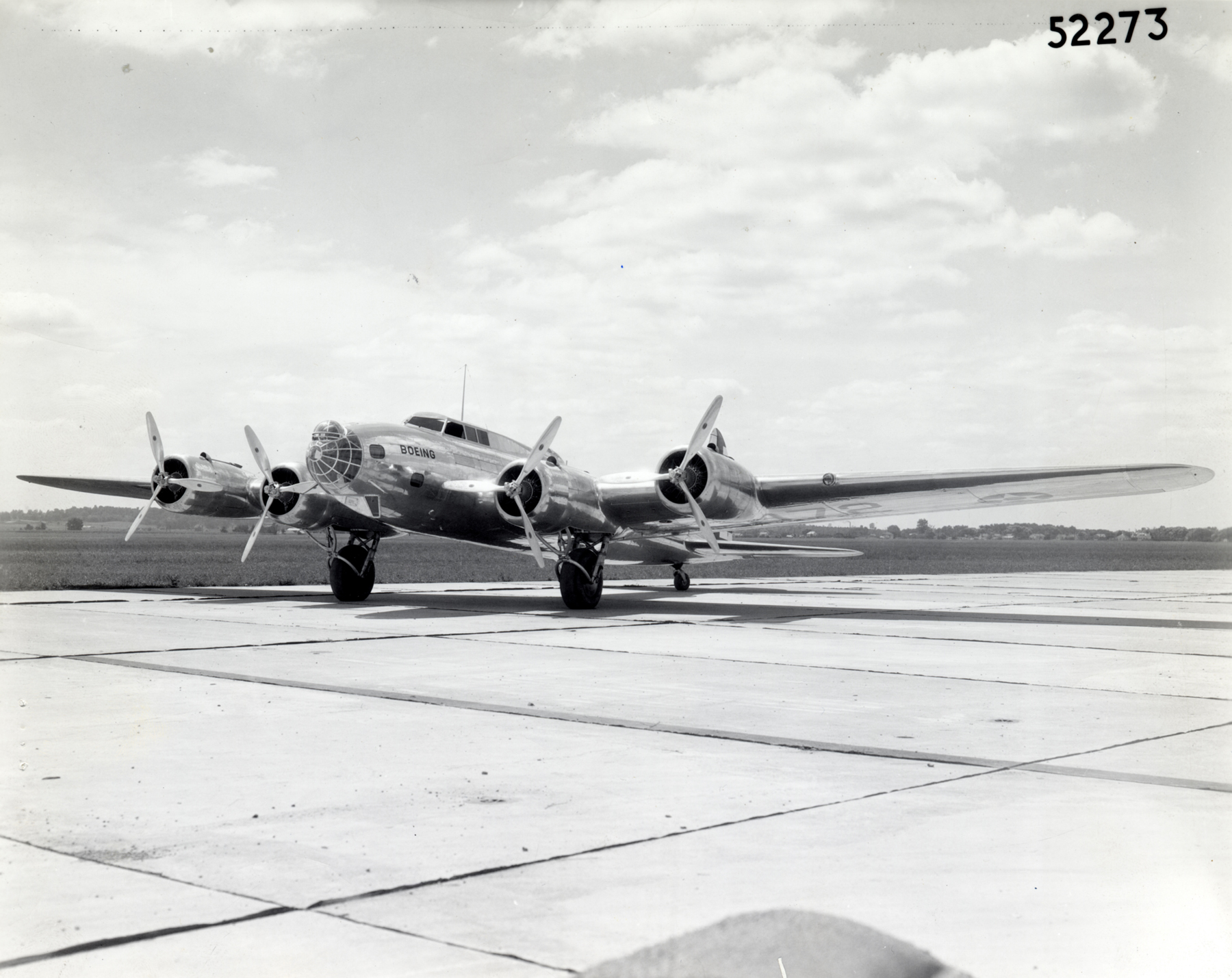
Het Boeing-prototype model 299

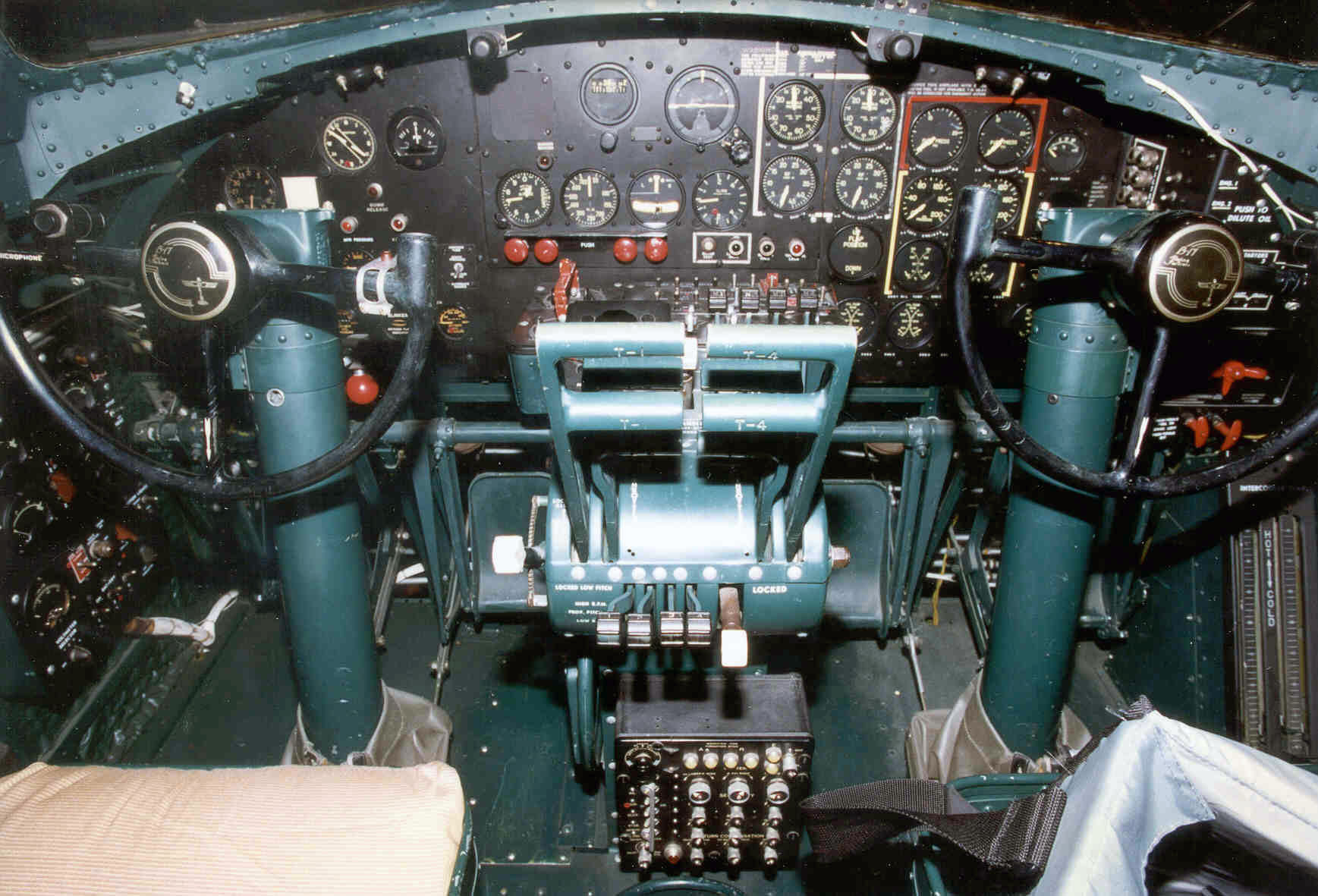
B-17G-interieur van de cockpit

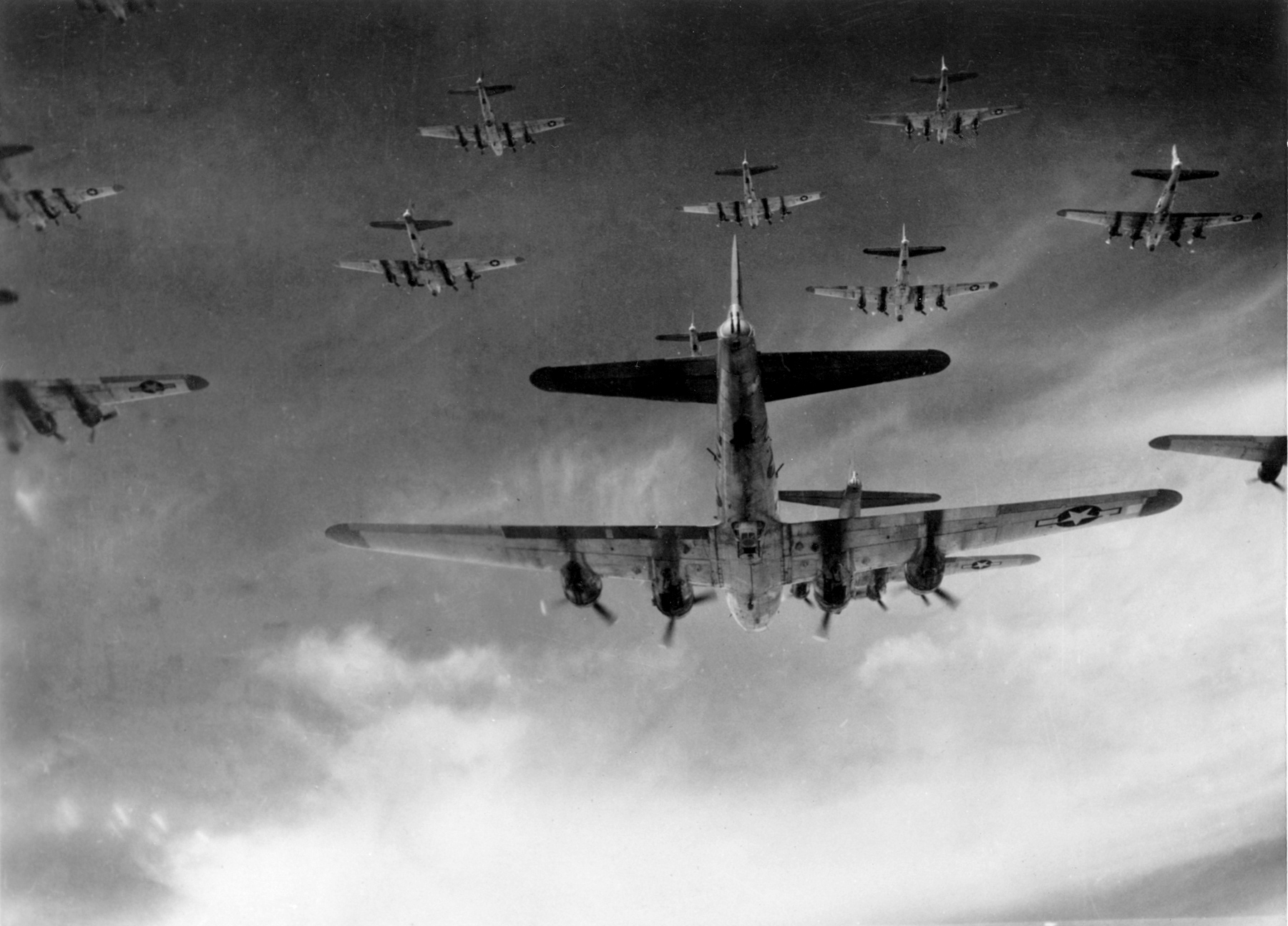
Formatie van B-17's

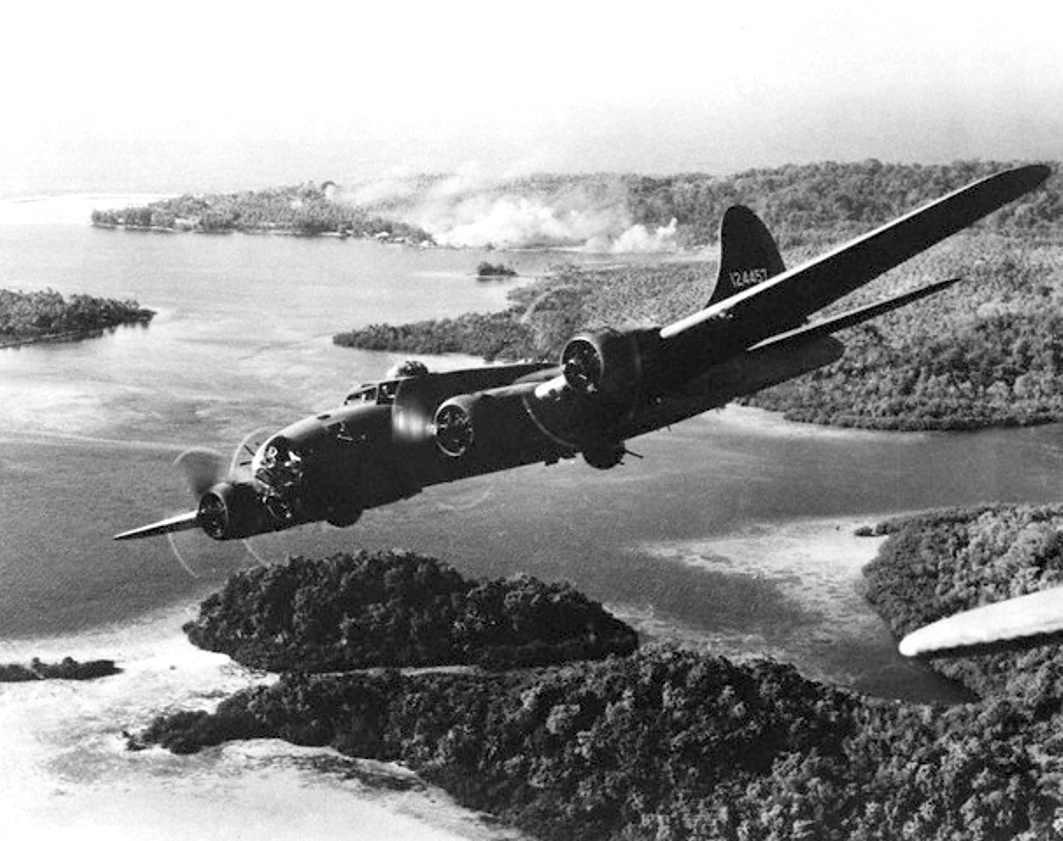
B-17 bombardeert Japanese posities op Ghizo (Salomonseilanden)

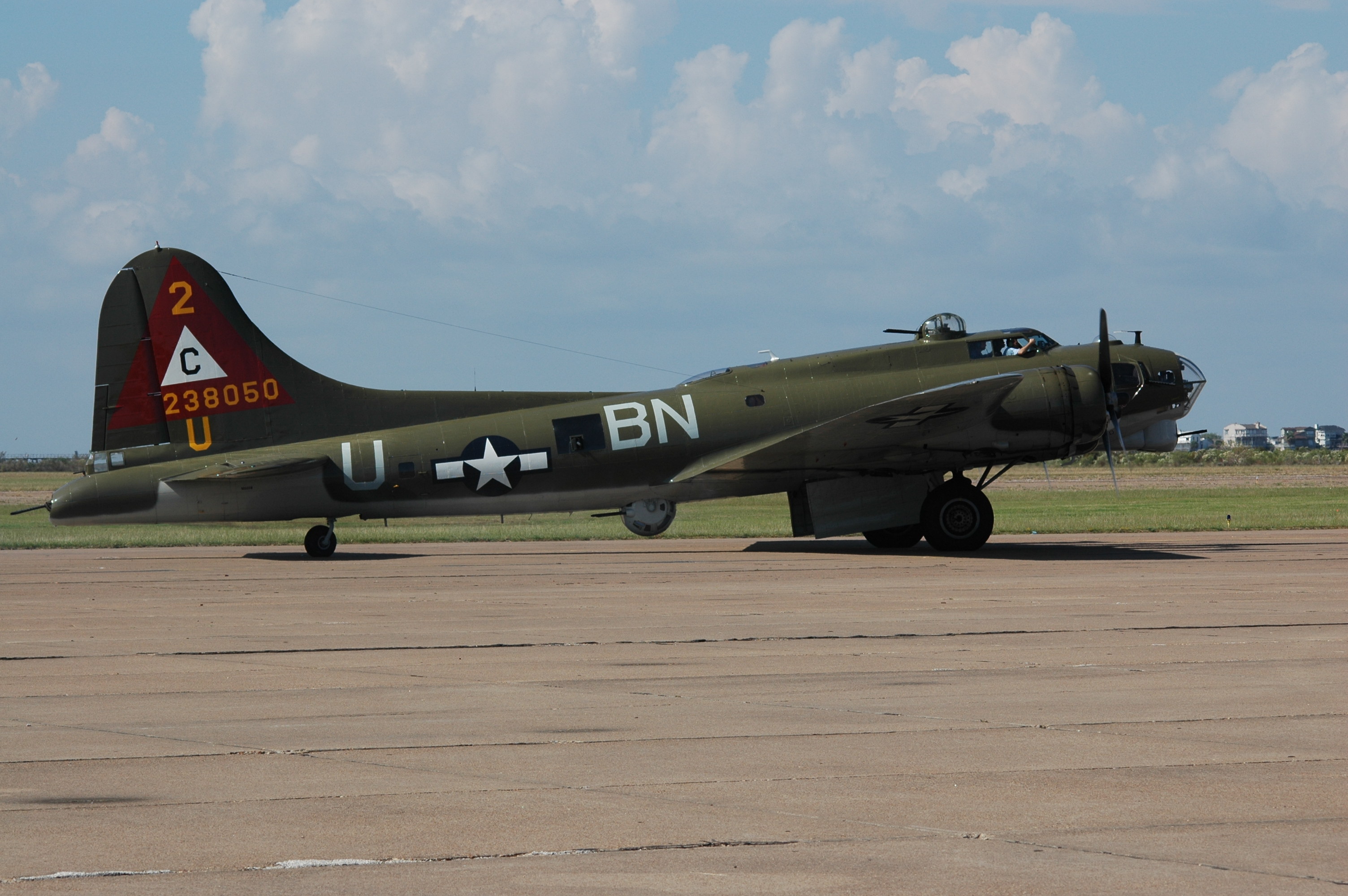
B-17 op de startbaan bij het Lone Star Flight Museum in Galveston

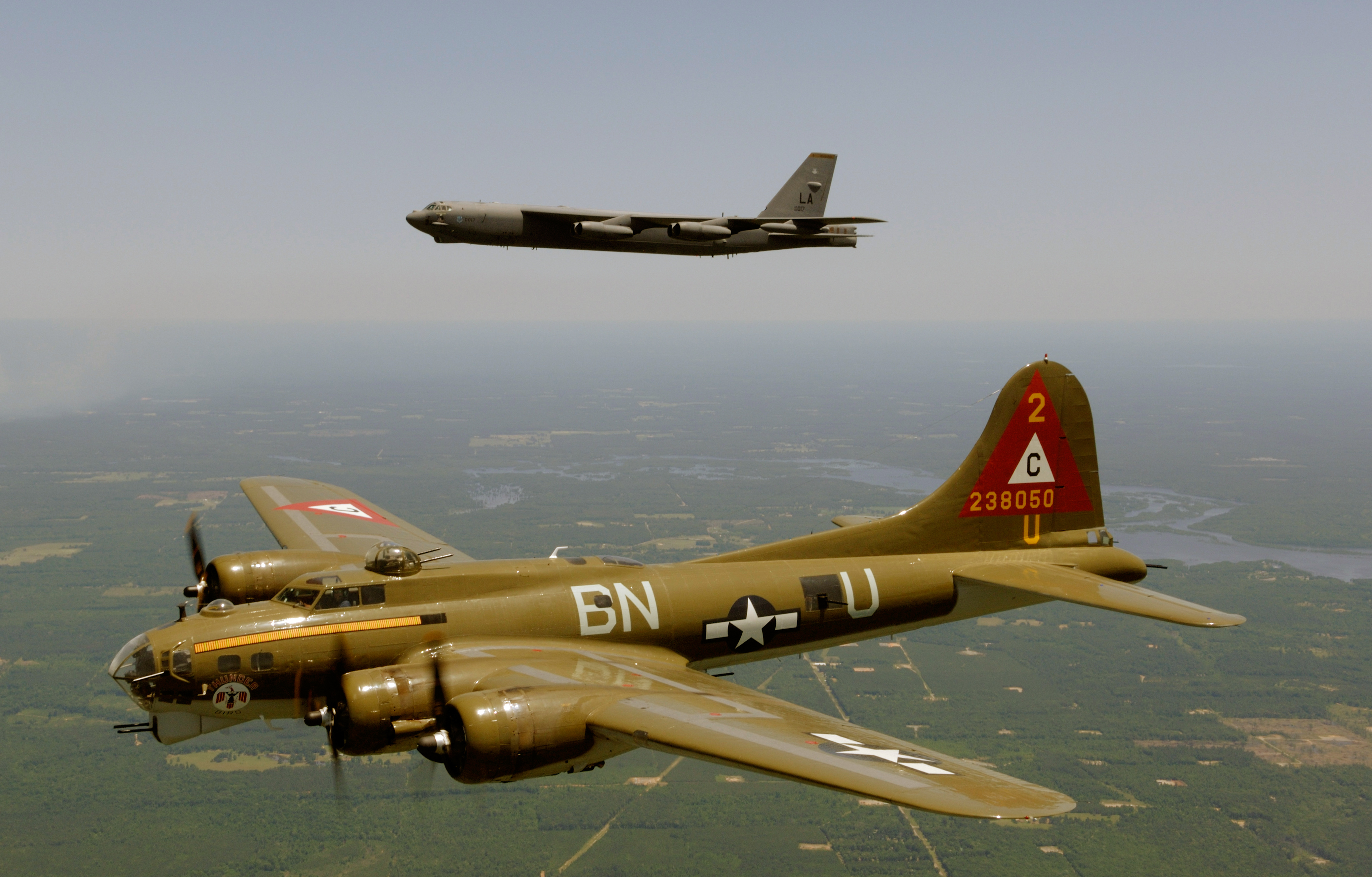
B-17G Flying Fortress (nose art: Thunderbird) en een B-52 Stratofortress vliegen in formatie tijdens de Defenders of Liberty Airshow op Barksdale Air Force Base, 12 mei 2006.

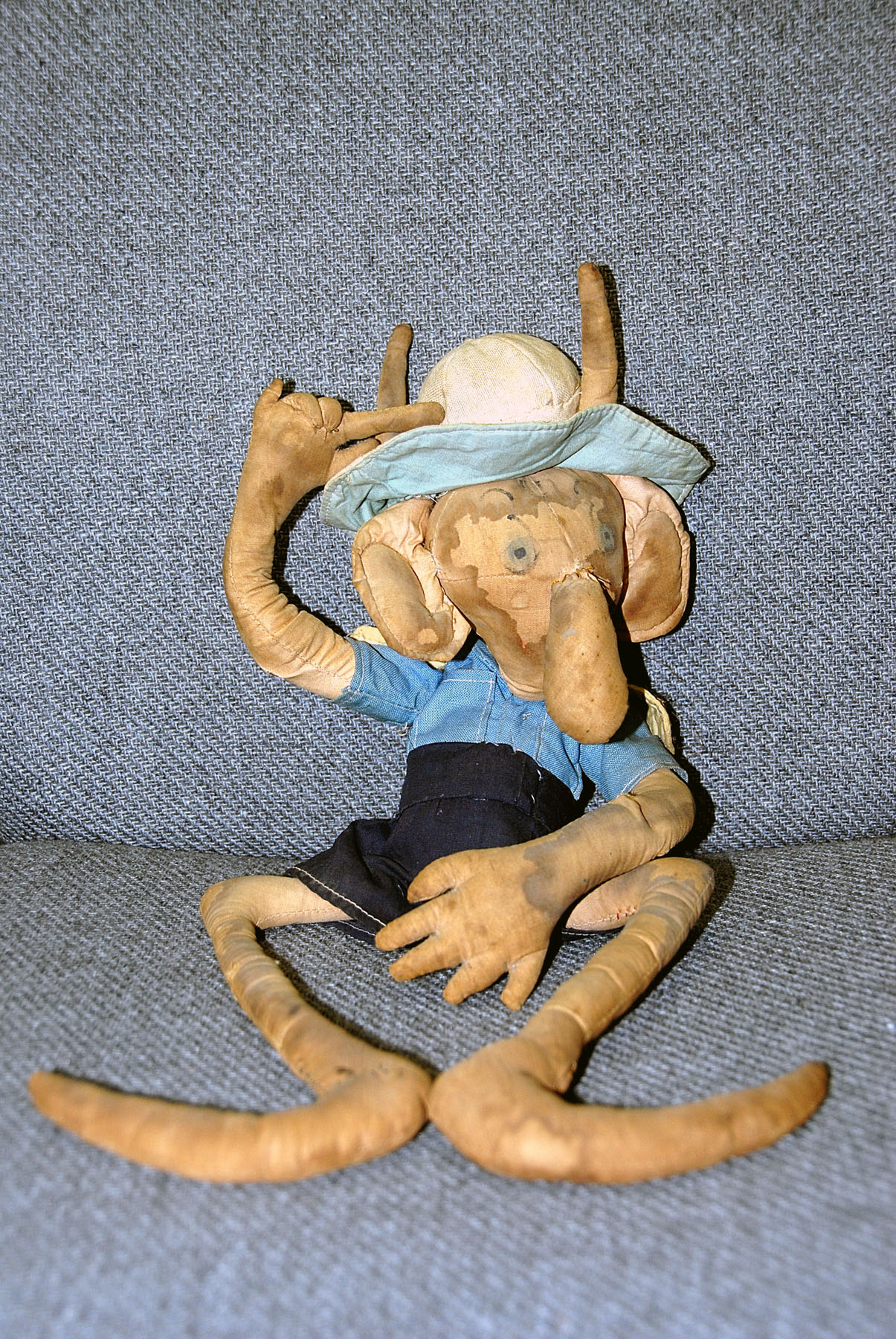
Deze gremlin-mascotte met blauwe hoed werd gebruikt tijdens de B-17-missies boven Duitsland in 1942-1945.

De Boeing B-17 Flying Fortress is een Amerikaanse viermotorig, zwaar model bommenwerper voor de lange afstand. Het door de firma Boeing in de jaren dertig ontworpen toestel was oorspronkelijk bedoeld voor kustpatrouilles, maar het ontwerp werd aangepast als gevolg van de regeringsopdracht voor een viermotorige bommenwerper.

## Algemeen
B-17's werden in de Tweede Wereldoorlog ingezet in de Pacific maar vooral boven Europa. Vanwege zijn geduchte en in de loop van zijn ontwikkeling steeds verder verbeterde bewapening kreeg het toestel de bijnaam Flying Fortress (vliegend fort). Na de oorlog werd het toestel in beperkte aantallen door de USAF tot 1955 ingezet als transportvliegtuig, fotoverkenner en voor search and rescue doeleinden. Daarna eindigden de overgebleven toestellen hun bestaan meestal als drone (radiografisch bestuurd doel). Ook de US Navy en US Coast Guard gebruikten de B-17 na de oorlog tot 1955 nog als langeafstandsverkenner.
Ook andere landen maakten in de jaren '50 en '60 van 20e eeuw nog veelvuldig gebruik van de overtollig geraakte en verouderde maar zeer betrouwbare B-17's. Zo vloog het toestel ook in Argentinië, Bolivia, Brazilië, Canada, Colombia, Denemarken, Dominicaanse Republiek, Frankrijk, Duitsland, Iran, Israël, Japan, Mexico, Nicaragua, Peru, Portugal en Zuid-Afrika.
Een twintigtal toestellen staat heden bij musea en op diverse plaatsen opgesteld als blikvanger. Ook is in de loop der tijd een tiental toestellen in particuliere handen overgegaan; hiervan is een groot aantal geheel gerestaureerd en ook nu nog steeds luchtwaardig.

## Geschiedenis
In augustus 1934 werd door het toenmalige US Army Air Corps (USAAC) een voorstel ingediend voor de ontwikkeling en aanschaf van een nieuwe viermotorig bommenwerper. Deze moest minstens gedurende 10 uur met een gemiddelde snelheid van 320 km/h (200 mph) een 'nuttige bommenlast' kunnen vervoeren en afwerpen. Het toestel diende een actieradius van minstens 3200 km (2000 mijl) en een topsnelheid van 400 km/h (250 mph) te hebben.
De vliegtuigconstructeurs Boeing, Douglas en Martin dienden hiervoor elk hun eigen ontwerp in waarna de keuze op het door Boeing ontworpen toestel viel.
Het prototype, model 299, maakte in juli 1935 zijn eerste vlucht en was voorzien van een bommenlast van 2200 kg op twee rekken in het ruim, vijf machinegeweren kaliber 0,30" (7,62 mm) en Pratt & Whitney R-1690-radiaalmotoren met een vermogen van 750 pk op 2100 m.
Het eerste operationele, in serie geproduceerde, toestel werd in januari 1939 als B-17A aan het USAAC geleverd; er zouden totaal 40 stuks voor 1940 moeten worden geleverd.
In de periode 1939-1941 - voordat de V.S. in de Tweede Wereldoorlog werd betrokken – waren ca. 170 B-17's van de A- en B-versie operationeel. Deze waren verdeeld over twee Bomber Groups; een aan de Amerikaanse westkust en een aan de oostkust.
De B-17 werd geleverd als:
- B-17A, de oorspronkelijke eerste operationele versie
- B-17B, met hydraulische remmen, een herpositionering van de bemanning, een supercharger op de motoren, een gewijzigd richtingsroer en aangepaste flaps
- B-17C, met meer bescherming voor de bemanning, zelfdichtende brandstoftanks, ander geschut en gewijzigde schietopstellingen
- B-17D, met inwendige verbeteringen, de bemanning ging van 9 naar 10, met een herziene cockpit en neus
- B-17E, met een langere romp, vergrote richtings- en hoogteroeren, met geschutskoepel in de staart en gemodificeerde overige koepels.
- B-17F, met een neus uit één stuk perspex. De Amerikaanse 8th Air force die vanuit Engeland Duitsland aanviel, gebruikte deze versie. Aangezien de verdediging tegen frontale aanvallen te zwak was, werden vaak veldmodificaties gedaan door een of meerdere lichte of zware mitrailleurs op een balscharnier in de perspex neus te monteren, en aan de zijkanten van de neus.
- B-17G, met een op afstand bediende geschutskoepel onder de kin van het toestel, waarmee het zwakke punt in de verdediging opgelost werd. De mitrailleurs langs de zijkant van de neus bleven ook standaard aanwezig.

## Inzet
Vanwege het gebrek aan goede bommenwerpers bij de RAF aan het begin van de oorlog werden begin 1941 20 B-17B's onder de naam Fortress I aan de RAF geleverd. 
Toen de V.S. eind 1941 ook in de oorlog werd betrokken werden Amerikaanse toestellen naar Europa gestuurd. De eerste toestellen waren in Engeland gestationeerd, behorende tot de 8th US Army Air Force. Vanaf november 1943 werden er ook toestellen in Italië gestationeerd als deel van de 15e US Army Air Force. Deze toestellen namen deel aan 'strategische precisiebombardementen' op de Duitse industriegebieden. Deze term moet wel worden bekeken vanuit het perspectief van die tijd want in principe kwam dit neer op het leggen van bomtapijten over een bepaald gebied waarin fabrieken stonden.
Voor een goede inzet was een goede samenwerking tussen de bemanning een eerste vereiste; elk toestel had daarom ook zijn eigen vaste bemanning waarvan de leden een hechte band met elkaar hadden. Dit moest ook wel want ze waren natuurlijk in noodgevallen op elkaar aangewezen.
De bemanning van de B-17 bestond in principe uit 9 man:
- de vluchtcommandant, dit was de hoogst in rang zijnde vlieger die verantwoordelijk was voor het gehele toestel en de bemanning; meestal kwam hij pas in actie als hij de besturing van het toestel overnam voor het direct aanvliegen van het doel voor het afwerpen van de bommen
- de copiloot, de vlieger die het toestel naar het doel en weer naar huis bracht
- de bommenrichter annex frontschutter, deze man had een dubbele functie en fungeerde onderweg als frontschutter die als taak had om de sector van de horizon van 180° voor het toestel af te dekken maar hij kwam bij nadering van het doel als bommenrichter in actie en wierp de bommen af
- de boordwerktuigkundige annex rugschutter, ook deze had een dubbele functie, was tijdens de vlucht verantwoordelijk voor de goede werking van de motoren maar bij naderend gevaar bediende hij de koepel op de rug van het toestel waarmee hij de sector van 360° boven het toestel afdekte
- de navigator annex radio operator, de belangrijkste man aan boord; niet alleen diende hij te zorgen dat het toestel op koers bleef maar ook onderhield hij de radioverbindingen met andere toestellen in de formatie en eventueel naar de thuisbasis
- de stuur- en bakboordschutters, de boordschutters aan de zijkant van het toestel die elk als taak hadden om de sector van 180° aan hun kant af te dekken
- de buikschutter, de boordschutter in de koepel onder de buik van het toestel die als taak had om de sector van 360° aan de onderzijde van het toestel af te dekken
- de staartschutter, de boordschutter in de staart die als taak had om de sector van 180° achter het toestel af te dekken.

Later werd de bemanning tot 10 man uitgebreid; het bleek dat de boordwerktuigkundige in gevechtssituaties vaak zo druk bezig was om de motoren goed draaiende te houden dat hij geen tijd had om de koepel boven op de romp te bemannen. Daarom kregen de bemanningen later een vaste rugschutter.

### Boven het Europese vasteland
De aanvallen op het Europese strijdtoneel gingen bij de ingezette B-17-bemanningen ten koste van zware verliezen, deels door de Duitse Flak en deels door jagerinzet.
Men gebruikte bij deze missies, die van grote hoogte werden uitgevoerd, het nieuwe Norden richtapparaat. Dit was in feite een omlaag gericht simpel optisch vizier dat middels een gyroscoop was verbonden met een mechanische afstandsberekenaar. Met dit apparaat – dat alleen overdag kon worden gebruikt – was de bommenrichter door handmatig gegevens in te voeren in staat het precieze moment en punt te bepalen waarop de bommenlading gelost moest worden. Hierbij was het ook noodzakelijk dat de besturing het toestel vlak voor de aanval daadwerkelijk even naar de bommenrichter overging tot de lading was gelost.
Zo werd in april 1943 door een formatie van 115 B-17's een aanval gedaan op de Focke-Wulf-fabrieken bij Bremen. Na afloop van de aanval bleken 16 toestellen vermist en 48 toestellen zwaar gehavend te zijn. Omdat de aanvallen steeds dieper in Duitsland werden uitgevoerd, waarbij men steevast hevig door Duitse jachtvliegtuigen werd aangevallen, werden er extra B-17-eenheden geformeerd en werden de formaties vergroot waardoor men ter verdediging over extra vuurkracht beschikte.
De 8e luchtmacht werd onder meer ingezet bij aanvallen op de kogellagerindustrie in Schweinfurt. De eerste aanval op dit doel werd in augustus 1943 door een formatie van 230 B-17's uitgevoerd en richtte nauwelijks belangrijke schade aan. Dit was geheel de verdienste van 300 Duitse jachtvliegtuigen die tegen de B-17-formatie werden ingezet. Bij deze missie werden 36 Amerikaanse toestellen afgeschoten en kwamen 200 bemanningsleden om het leven.
De tweede aanval door een formatie van 291 B-17's vond plaats op 14 oktober 1943 en werd later bekend als Black Thursday. Ook bij deze aanval stuitte de formatie boven het doel op sterk geconcentreerde aanvallen van 300 Duitse jagers. Na de aanval kwamen slechts 33 toestellen onbeschadigd terug. Er werden 59 toestellen boven het vasteland afgeschoten, één toestel maakte een noodlanding in Het Kanaal, vijf maakten een noodlanding in Engeland en 12 werden bij de landing zo zwaar beschadigd dat ze gesloopt moesten worden. Aan 122 B-17's moesten daarna noodzakelijke reparaties worden verricht om ze inzetbaar te houden.
Na deze aanval keerden 650 van de 2900 bemanningsleden niet terug. Sommigen waren krijgsgevangen gemaakt, vijf mannen kwamen om en 43 waren min of meer ernstig gewond in de beschadigde terugkerende toestellen en 594 bemanningsleden werden als vermist in actie opgegeven.
De derde aanval op Schweinfurt, in februari 1944, werd anders aangepakt. De 235 deelnemende B-17's kregen een escorte bestaande uit twee squadrons P-51 Mustang en P-47 Thunderbolt-jagers mee. Voor een vergroot bereik waren deze voorzien van afwerpbare brandstoftanks. Dit hielp enorm tegen aanvallen van Duitse jagers en bij deze aanval gingen slechts 11 B-17's verloren.
Vanaf dat moment werden alle B-17-formaties voorzien van een jachtescorte en liepen de geallieerde verliezen zeer sterk terug. In september 1944 bestond de USAAF 8e luchtmacht uit 40 Bomber Groups waarvan er 27 waren uitgerust met B-17's. De 15e luchtmacht bestond uit 21 Bomber Groups waarvan er zes met B-17's waren uitgerust. Hoewel nog regelmatig verlies werd geleden door Duitse jagers of Flak was dit percentage zo laag geworden dat er geen verdere aanvoer van reservetoestellen meer nodig was. De ingezette formaties werden verkleind en de 8e en 15e luchtmacht werden ingekrompen. De inzet van de B-17's was succesvol gebleken en had het beoogde effect bereikt.

### Boven de Pacific
In deze regio waren slechts 5 B-17-Bomber Groups operationeel.
In december 1941 werd een eenheid bestaande uit 12 B-17-verkenners ter versterking naar de Filipijnen uitgezonden. Hierbij was een tussenstop in Pearl Harbor gepland en deze viel toevallig net samen met de grote Japanse aanval. Ondanks dat de (onbewapende) toestellen werden aangevallen overleefden 10 van de 12 toestellen dit en konden ze aan de grond worden gezet.
In 1941 bestond de Far East Air Force (FEAF) op de Filipijnen slechts uit 35 B-17's. Toen men bericht kreeg van de Japanse aanval op Pearl Harbor was het de bedoeling dat deze bommenwerpers direct Japanse bases op Formosa gingen aanvallen. Door onderlinge nijd, slechte communicatie tussen de bevelvoerders en verkeerd geïnterpreteerde bevelen werd de helft van de FEAF B-17's echter op de grond door de Japanners verrast en vernietigd.
In de eerste gevechten na de aanvang van de oorlog in de Pacific waren de B-17's niet succesvol. Bij de slag in de Koraalzee en de Slag bij Midway werden ze ingezet om de Japanse schepen te bombarderen. De bommen werden hierbij van grote hoogte afgeworpen en de schepen konden deze bommen gemakkelijk ontwijken.
Men kwam er wel snel achter dat de B-17's ten opzichte van de Japanse A6M Navy Zero-jagers in het voordeel waren. Op grote hoogte waren ze onbereikbaar en ook hun geduchte bewapening was te veel voor de niet gepantserde, lichtgebouwde Zero's.
De B-17's werden daarna in het gehele gebied vooral ingezet bij aanvallen op Japanse konvooien en troepen op de vele eilanden.
In september 1942 bereikte het aantal B-17's in de regio met 168 toestellen zijn hoogtepunt.
De B-17 heeft in alle oorlogsgebieden van de Tweede Wereldoorlog gevlogen, en kreeg vooral bij de Japanners een geduchte reputatie. Toen de productie in mei 1945 werd gestopt, waren 12.726 toestellen gebouwd, waarvan 6981 door Boeing, en de rest door Douglas en Lockheed. Vrijwel alle toestellen zijn inmiddels gesloopt.

### Bekende exemplaren

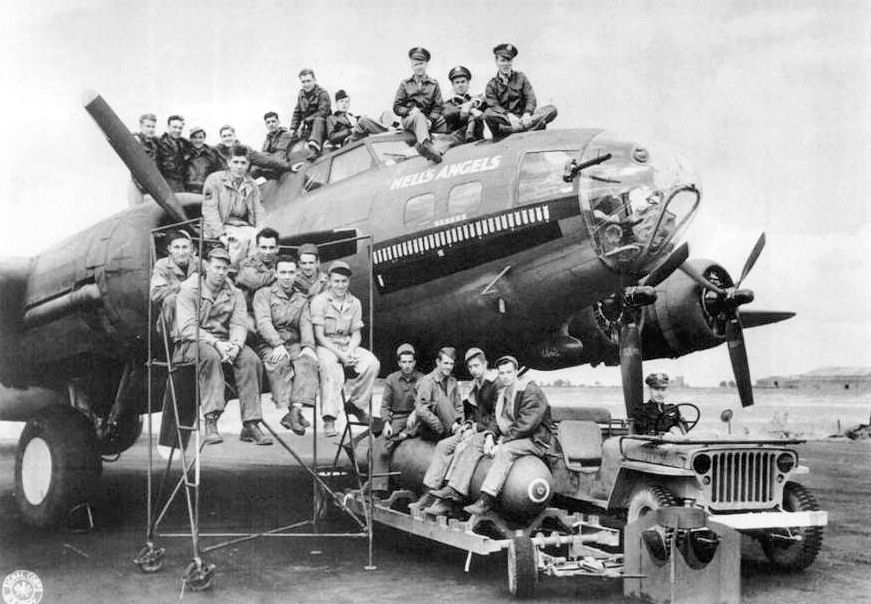
Flying Fortress met de naam Hell’s Angels

Een van bekendste B-17's is Hell's Angels, een B-17 van de 303rd Bomber Group van de Amerikaanse 8th Airforce. Met deze B-17F vloog haar crew als een van de eersten 25 missies. Naar dit toestel noemde de hele groep zich Hell's Angels, en na de oorlog werd een motorclub opgericht met dezelfde naam. Zie: Hells Angels.
Een andere bekende B-17 is de B-17F Memphis Belle, die een B-17 van de 8th Air Force, 91st Bomber Group was. Er zijn talloze websites over de Memphis Belle en de piloot is onder vliegtuigkenners veelal wereldberoemd. Het was ook een van de eerste crews die succesvol 25 missies afrondde. Ook is de Memphis Belle beroemd geworden: nadat het boven Duitsland bommen afwierp en op de terugweg zware schade opliep, had de thuisbasis niet verwacht dat ze terug zouden komen, maar ze kwamen terug en hoe: zwaar beschadigd, met maar 1 motor over en toch landden ze veilig. Daarom gingen het toestel en de bemanning naar de Verenigde Staten voor een tour.

## B-17's in België
Op 13 januari 1943 werd een B-17 neergehaald door Duitse jagers. Deze stortte neer in Pollinkhove waarbij tien bemanningsleden omkwamen. Op 23 november 2003 werd een monument ter nagedachtenis onthuld.
Op 17 augustus 1943 werd er boven Lummen (Limburg) een B-17 bommenwerper met de naam "Dear Mom" neergehaald door een Duits Focke Wulf 190-gevechtsvliegtuig. Het grootste deel van het toestel kwam neer in de buurt van het centrum van Lummen. Het staartstuk kwam neer in het Lummense gehucht Molem.
Op 22 februari 1944 stortte de "Pluto's Avenger" neer in Duffel, vier bemanningsleden kwamen om. Op de plaats staat nu een monument.
Op 9 augustus 1944 keerde een B-17G terug van een missie boven Duitsland, waarbij het toestel beschoten werd door het luchtafweergeschut en een Duits jachtvliegtuig. Het toestel stortte neer in Zegelsem, een deelgemeente van Brakel (Oost-Vlaanderen). Vier bemanningsleden kwamen om.